# Nieul-le-Dolent
Nieul-le-Dolent là một xã ở tỉnh Vendée trong vùng Pays de la Loire, Pháp. Xã này có diện tích kilômét vuông, dân số năm 2006 là người. Xã này nằm ở khu vực có độ cao trung bình mét trên mực nước biển.

## Biến động dân số
| Năm | 1962  | 1968  | 1975  | 1982  | 1990  | 1999  | 2006  |
| --- | ----- | ----- | ----- | ----- | ----- | ----- | ----- |
| Dân số | 1 207 | 1 278 | 1 391 | 1 601 | 1 714 | 1 855 | 2 125 |
| From the year 1962 on: No double counting—residents of multiple communes (e.g. students and military personnel) are counted only once. |       |       |       |       |       |       |       |